# Jan Vansina
Jan Vansina, né le 14 septembre 1929 à Anvers en Belgique et mort le 8 février 2017 à Madison, États-Unis, est un historien et anthropologue de l'Afrique, surtout connu pour ses travaux sur l'Afrique centrale et orientale ancienne et l'utilisation des sources orales.

## Carrière
Jan Vansina a obtenu un doctorat en histoire à l'Université catholique de Louvain en 1957. Il fut, à la fin de sa carrière, professeur à l'université du Wisconsin à Madison et vivait à Madison dans le Wisconsin.
Il a été dans un premier temps médiéviste et ethnographe. Il est considéré comme l'un des grands spécialistes de l'histoire des peuples d'Afrique centrale. De façon plus générale, on lui est redevable de réflexions aujourd'hui classiques sur l'évaluation de la validité des sources orales pour les études historiques.
Il a assisté Alex Haley, auteur du roman Roots, à décrypter bon nombre de mots africains qui ont été rapportés par les ancêtres d'Alex, et à déterminer leur origine mandingue.
Sûrement par coïncidence, Robert Ludlum a publié en 2000 un roman d'espionnage appelé La Trahison Prométhée, dont l'un des personnages s'appelle Jan Vansina.
Il était membre de l'Académie royale des sciences d'outre-mer, dans la Classe des sciences humaines.
Il a reçu la « Scholarly Distinction » en janvier 2015 lors de la convention de la Société américaine d'histoire (American Historical Association, AHA). Ce prix lui a été décerné pour ses réalisations exceptionnelles de toute une vie dans le domaine de l'histoire.
Selon Jacques de Groote, il aurait inspiré le nom de la monnaie, le zaïre, au président Mobutu. «  Vous cherchez un nom pour cette monnaie. C’est très simple. Appelez-la “le zaïre”. C’est un mot que beaucoup de Congolais comprennent. Il désigne dans plusieurs langues locales, dont le kikongo, “le fleuve qui avale toutes les rivières”. » Aussitôt dit, aussitôt fait. Le directeur de la Banque centrale, Albert Ndele, présent au dîner, informe Mobutu qui approuve avec enthousiasme : « Amenez-moi ce professeur. Il mérite une décoration. » Mais Vansina, qui a déjà gagné Brazzaville, déclinera toute récompense. »

## «Sur les sentiers du passé en forêt. Les cheminements de la tradition politique ancienne de l’Afrique équatoriale» (1990)
Dans cet ouvrage l'auteur fait, d'abord, la liste des difficultés apparentes lorsque le chercheur tente de reconstruire l'histoire ancienne de l'Afrique équatoriale. Il a cependant une aide importante : la linguistique historique ou linguistique comparée. Elle permet d'évoquer par les mots les objets et les faits de société dans les sociétés-mères. Leurs déplacements dans l'espace au fil du temps pouvant être approché grâce à l'arbre génétique des langues du bantou occidental, depuis le proto-bantou (dans le cadre de l'expansion bantoue et en utilisant la classification des langues bantoues selon Guthrie). Ces dates approximatives peuvent d'ailleurs être confrontées à celles produites par l'archéologie ou par d'autres moyens. Par ailleurs, la documentation écrite par des observateurs occidentaux s'avère riche dès lors que l'on peut recouper toutes les sources disponibles, tout en prenant en compte leur degré de crédibilité. Les documents écrits apparaissent au début du XVIe siècle, avec les premières notes brèves en portugais, mais surtout après 1840 pour la côte et après 1880 pour l'intérieur des terres. Vansina fait remarquer que l'unité ethnique qui apparait souvent dans ces textes ne constitue pas une unité d'observation valable, mais sa localisation est possible et nécessaire. Concernant le programme de recherche, l'espace étudié doit être limité et le sujet de recherche, en ce qui le concerne, s'est centré sur la tradition politique, les rôles politiques.
Jan Vansina commence par établir les traits culturels des peuples des forêts juste avant la colonisation. Puis, sur cette base il a remonté le temps en suivant les principes énoncés précédemment. Il s'est arrêté sur la période proche de l'an 1000 de notre ère, en raison des contraintes qu'il rencontrait.

## Publications

### Son œuvre
- Jan Vansina, De la tradition orale : essai de méthode historique, Tervuren, Musée royal de l'Afrique centrale, 1961, 179 p., 27 cm — Recension dans la revue l'Homme. Traduction: Oral Tradition. A Study in Historical Methodology. London: Routledge & Kegan Paul, 2017.
- Jan Vansina (trad. J. Taminiaux), Les anciens royaumes de la savane : les États des savanes méridionales de l'Afrique centrale des origines à l'occupation coloniale [« Kingdoms of the Savanna: A history of Central Africa states until European occupation »], Léopoldville, Institut de recherches économiques et sociales, 1965, (cartes) 250, 24 cm. Seconde édition : Kinshasa : Presses universitaires du Zaïre, 1976.
- (en) Jan Vansina, The Tio Kingdom of the Middle Congo, 1880-92, Oxford University Press, coll. « International African Institute », 1972, 586 p. (ISBN 978-0-19-724189-9)
- (en) Jan Vansina, The Children of Woot : A History of the Kuba Peoples, Madison, Wisconsin, University of Wisconsin Press, 1978, XI-394 p., 24 cm (ISBN 0-299-07490-0 et 0-7129-0830-7)
- (en) Jan Vansina (ill. Claudine Vansina), Art history in Africa : an introduction to method, Londres, London ; New York : Longman, 1984, 1984, XIV-233 p., 23 cm (ISBN 0-582-64368-6 et 0-582-64367-8)
- (en) Jan Vansina, Oral Tradition as History, Madison, Wisconsin, University of Wisconsin Press, 1985 (Version nouvelle, ré-écrite, de : De la tradition orale)
- Jan Vansina (trad. Martial Treslin), Sur les sentiers du passé en forêt. Les cheminements de la tradition politique ancienne de l’Afrique équatoriale [« Paths in the Rainforests : Toward a History of Political Tradition in Equatorial Africa »], Louvain-la-Neuve, UCL et Centre Aequatoria, 1991 (1re éd. 1990), 407 p., 27 cm, N° 9 de la revue périodique « Enquêtes et documents d'histoire africaine ».
- (en) Jan Vansina, Living With Africa, Madison, Wisconsin, The University of Wisconsin Press, 1994, XV-312 p., 24 cm (ISBN 0-299-14320-1 et 0-299-14324-4)
- (en) Jan Vansina, « Historians, Are Archaeologists Your Siblings ? [Historiens, les archéologues sont-ils vos frères et sœurs ?] », History in Africa, no 22,‎ 1995, p. 369–408 (lire en ligne, consulté le 29 janvier 2022).
- Jan Vansina, Le Rwanda ancien : le royaume Nyiginya, Paris, Karthala, 2001 (réimpr. 2012  (ISBN 978-2-8111-0608-9).), 289 p. (ISBN 2-8458-6145-1, lire en ligne) — Recension dans Cahiers d'études africaines. Traduction : Antecedents to Modern Rwanda: The Nyiginya Kingdom, Madison: University of Wisconsin Press, 2004.
- (en) Jan Vansina, How societies are born : governance in West Central Africa before 1600, Charlottesville, Virginia, University of Virginia Press, 2004, XIV-325 p., 25 cm (ISBN 0-8139-2279-8, lire en ligne)
- (en) Jan Vansina, Being Colonized : The Kuba Experience in Rural Congo, 1880–1960, Madison, Wisconsin, University of Wisconsin Press, 2010, XIII-342 p., 23 cm (ISBN 978-0-299-23644-1 et 0-299-23644-7)
- (en) Jan Vansina, Through the Day, through the Night. A Flemish Belgian Boyhood and World War II, Madison, Wisconsin, University of Wisconsin Press, 2014, 247 p. (ISBN 0299299945)

### Hommage
- Isidore NDAYWEL è Nziem (dir.) et Bashizi Musharhamina Jean-Marie, Belepe Bope Mabintch Valère, Bope Nyim-a-Nkwem Mathieu, De Lame Danielle, De Maret Pierre, De Saint Moulin Léon, Dibwe dia Mwembu Donatien, Faïk-Nzuji Clémentine, Gahama Joseph, Hoover Jeffey Jeff, Hunt Rose Nancy, Mabiala Mantuba-Ngoma Pamphile, Mandjimba Mwanyim-Mbamba Émile, Mumbanza mwa Bawele Jérôme-Émilien, Mundeke Otom'Si Léon, Mworoha Émile, Ndaywel è Nziem Isidore, Niangi Batulukisi Bibiane, Jean-Luc Vellut et Zana Étambala Mathieu (préf. Jean-Luc Vellut), Afrique Centrale ancienne : Histoire et culture : En partage avec Jan Vansina, Paris, l'Harmattan, coll. « La Région des Grands Lacs Africains : Passé et présent », 2021, 374 p., 24 cm (ISBN 978-2-343-21603-4, lire en ligne)

- Prolongements : Birgit Ricquier, « « Extraire le passé du présent », Colloque international et interdisciplinaire sur l’histoire précoloniale de l’Afrique, 1-5 mars 2021, ULB », sur Bantu Rivers, 3 avril 2020 (consulté le 29 janvier 2022) et : Alexandre Livingstone Smith, Els Cornelissen, Birgit Ricquier, David Kopa wa Kopa, Véronique Joiris, Shingo Takamura et Laurent Nieblas Ramirez, « Compte rendu de colloque : « Extraire le passé du présent » », Afrique, Archéologie, Arts, no 17 « Varia »,‎ 2021, p. 119-120 (lire en ligne, consulté le 29 janvier 2022).